# Ngandwe Miyambo
Ngandwe Miyambo (sinh ngày 29 tháng 9 năm 1983) là một vận động viên cầu lông người Zambia. Cô là á quân tại giải đấu quốc tế Botswana 2015 trong sự kiện đôi nữ kết hợp với Elizaberth Chipeleme. Họ đã bị đánh bại bởi Ogar Siamupangila và Grace Gabriel trong các ván đấu thẳng. Cặp đôi này cũng là á quân tại giải đấu quốc tế Zambia 2016. Miyambo là một phần của đội Zambia giành HCĐ tại Giải vô địch cầu lông châu Phi 2017.

## Thành tích

### Thử thách / sê-ri quốc tế của BWF
| Năm    | Giải đấu         | Đồng đội                  | Đối thủ                                               | Tỉ số        | Kết quả      |
| ------ | ---------------- | ------------------------- | ----------------------------------------------------- | ------------ | ------------ |
| 2016   | Quốc tế Zambia   | liên_kết=\|viền Chipabeme | liên_kết=\|viền Evelyn Siamupangila Ogar Siamupangila | Đi bộ        | Á quân       |
| 2015   | Botswana quốc tế | liên_kết=\|viền Chipabeme | liên_kết=\|viền Grace Gabriel Ogar Siamupangila       | 11-21, 17-21 | \| Á quân \| |
| Á quân |                  |                           |                                                       |              |              |

     Giải đấu thách thức quốc tế BWF
     Giải đấu quốc tế BWF
     Giải đấu Dòng tương lai của BWF